# Tizi Ouzou

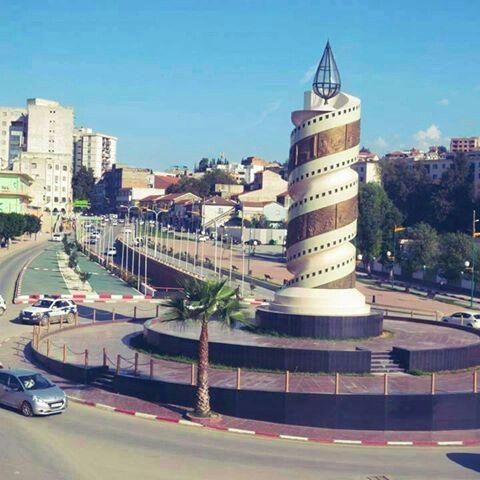
Monument als màrtirs de la Guerra d'Algèria.

Tizi Ouzou (en àrab, تيزي وزو, en amazic, ⵜⵉⵣⵉ ⵡⴻⵣⵣⵓ Thizi Wezzu o Tizi Wezzu, en francès, Tizi Ouzou) és una ciutat bereber d'Algèria, cap de la wilaya (província) del mateix nom, a la regió de la Gran Cabília o Alta Cabília, al nord del país i a l'est d'Alger. El seu nom vé del cabilenc Tizi Uzezzu, que significa "coll de les ginesteres". És la segona ciutat de Cabília després de Bugia (Bugia), i el 2008 se li estimava una població de 160.000 habitants.
És considerada la capital cultural de Cabília. La llengua parlada majoritàriament a la ciutat és el cabilenc, una variant de la llengua bereber, l'amazic. El francès és la primera llengua estrangera.

## Localització
La ciutat de Tizi Ouzou es troba a la conca del riu Sebaou, a menys de 200 m de altitud, i està envoltada per muntanyes d'entre 800 i 1.000 m d'alçada. La wilaya (província) de Tizi Ouzou té una població aproximada de 1.400.000 habitants, distribuïts per una àrea de 2.950 km², i limita a l'oest amb la wilaya de Boumerdès, al sud amb la wilaya de Bouira, a l'est amb la wilaya de Bugia, i al nord amb el mar Mediterrani.
La ciutat està ben comunicada. Una autopista l'uneix amb la capital del país, Alger, situada a uns 100 km. Es troba a 50 km de les ciutats balneàries de Tighirt i Azefoun, i a menys de 150 km del desert del Sahara.

## Societat

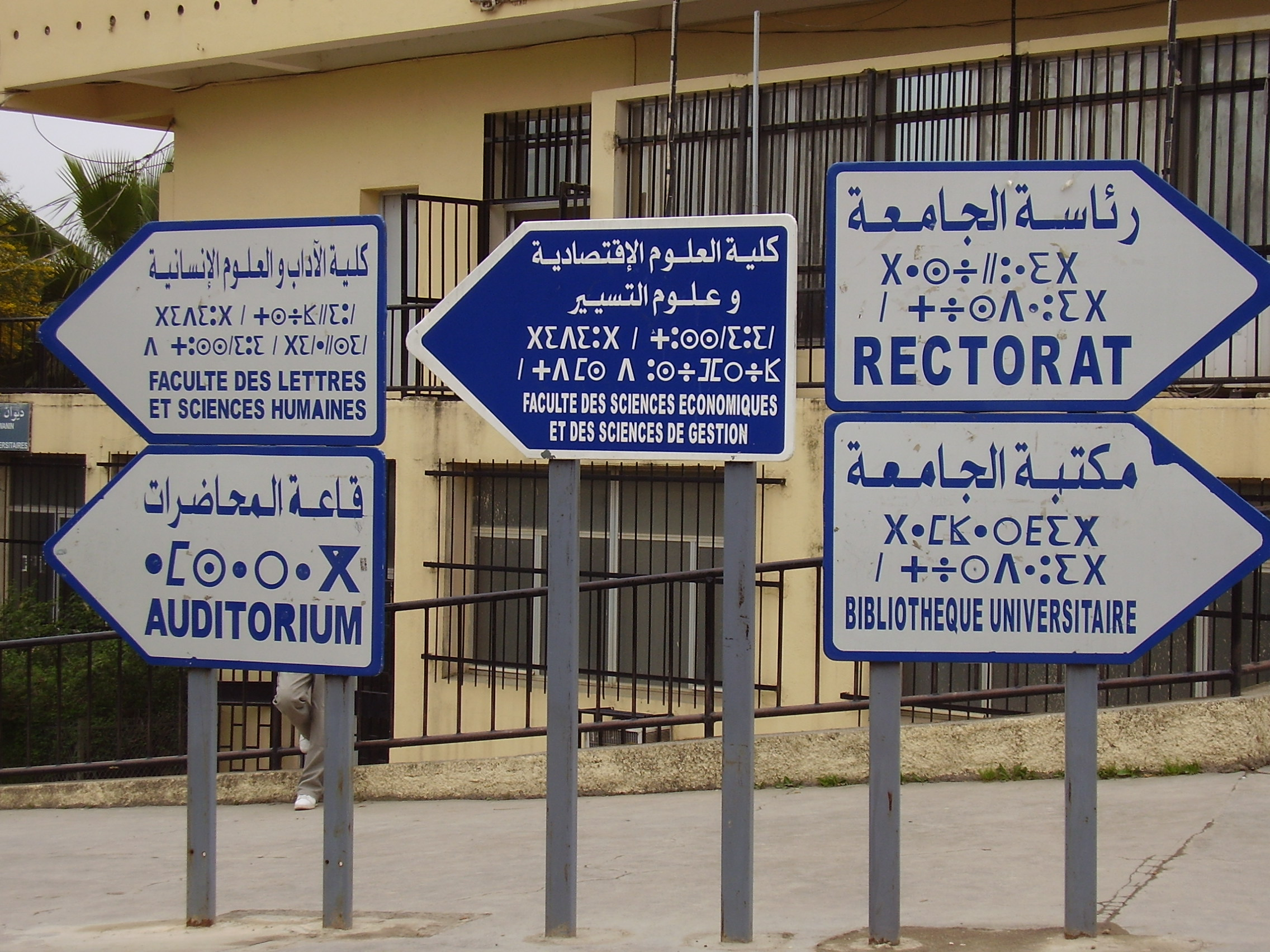
Senyals en àrab, amazic i francès a la Universitat de Tizi Ouzou.

Tizi Ouzou disposa d'una important universitat, la Universitat Mouloud Mammeri de Tizi Ouzou (UMMTO), que acull uns 42.500 estudiants repartits en una trentena de carreres. Hi ha tres campus: Campus Hasnaoua I, Campus Hasnaoua II i Campus Tamda.
El club de futbol local, la Jeunesse Sportive de Kabylie ("Joventut Esportiva de Cabília", JSK), és un dels clubs més famosos d'Àfrica, ja que ha guanyat diverses competicions continentals africanes.
Tizi Ouzou va patir el drama de la Primavera negra, el 2001, que es va iniciar després que, al poble d'Ath Douala, un gendarme matés un estudiant de 19 anys anomenat Guermah Massinissa. Aleshores va esclatar la revolta a tota la Cabília. Més de 125 joves foren morts per la policia algeriana, durant les revoltes més greus que ha conegut Algèria des de la guerra de la independència.
Arran d'aquests esdeveniments, van aparèixer diversos moviments polítics. Alguns que reclamaven l'autonomia de la Cabília, com el Mouvement pour l'autonomie de la Kabylie ("Moviment per l'Autonomia de la Cabília", MAK), altres pel reconeixement de la pluralitat cultural d'Algèria, concretament pel reconeixement de la identitat bereber a Algèria, com el Moviment Ciutadà dels Aarchs. L'any següent, el 10 d'abril de 2002, el cabilenc fou reconegut com a "llengua nacional", tot i que no "llengua oficial".

## Personalitats
- Lounis Aït Menguellet, cantant, compositor i poeta cabilenc
- Mouloud Mammeri, escriptor, antropòleg i lingüista
- Mouloud Feraoun, escriptor algerià en llengua francesa
- Idir, de nom real Hamid Cheriet, cantant
- Brahim Izri, escriptor en llengua francesa
- Lalla Fatma N'Soumer, tot i ser dona, un dels dirigents de la resistència contra l'exèrcit colonial francès
- Matoub Lounès, cantant i defensor de la cultura bereber
- Saïd Saadi, un dels actors de la Primavera bereber (Printemps berbère), Secretari General del Rassemblement pour la culture et la démocratie (RCD) (Convergència per la cultura i la democràcia)
- Fellag, humorista i escriptor
- Ferhat Mehenni, actor de la Primavera bereber i del moviment associatiu Imazighen imoula, cantant, escriptor, polític, portaveu del Mouvement pour l'autonomie de la Kabylie (MAK)
- Mohamed Belhocine, científic i professor de medicina interna i epidemiologia

## Indústria
A la ciutat de Tizi Ouzou hi ha dos grans polígons industrials, Oued Aissi a 10 km del centre de la ciutat, i Freha a 30 km a l'est, on s'hi han establert grans empreses com ara:
- Laboratori Novo Nordisk - empresa farmacèutica danesa
- ENIEM - el fabricant d'electrodomèstics més important d'Àfrica
- ENEL - fabricant d'equipaments elèctrics
- CEVITAL - planta embotelladora de l'aigua mineral Lala Khadidja
- IRDJEN - complex de productes a base de fruits rojos.
- Complex de productes lactis de Draâ Ben Khedda